# 기타하나다역
기타하나다역(일본어: 北花田駅, きたはなだえき)은 일본 오사카부 사카이시 기타구에 있는 오사카시 고속 전기궤도미도스지선의 철도역이다. 역번호는M28.

## 역사
- 1987년 4월 18일: 미도스지 선 아비코 ~ 나카모즈간 연장개통으로 영업 개시.

## 역 구조
섬식 승강장 1면 2선의 지하역. 개찰구는 1개 있다.
승강 설비는 홈에서 개찰구까지 오르는 에스컬레이터와 엘리베이터가 있고, 개찰구에서 지상으로는 개찰구 근처에 엘리베이터가 있고, 에스컬레이터는 없다.
개찰구 앞에는 야마토강을 본뜬 타일 벽화가 있다.
개찰구는 1곳만이다.

### 승강장
| 1 | 미도스지 선 (하행) | 나카모즈 방면                        |
| 2 | 미도스지 선 (상행) | 덴노지·난바·우메다·미노오카야노 방면 |

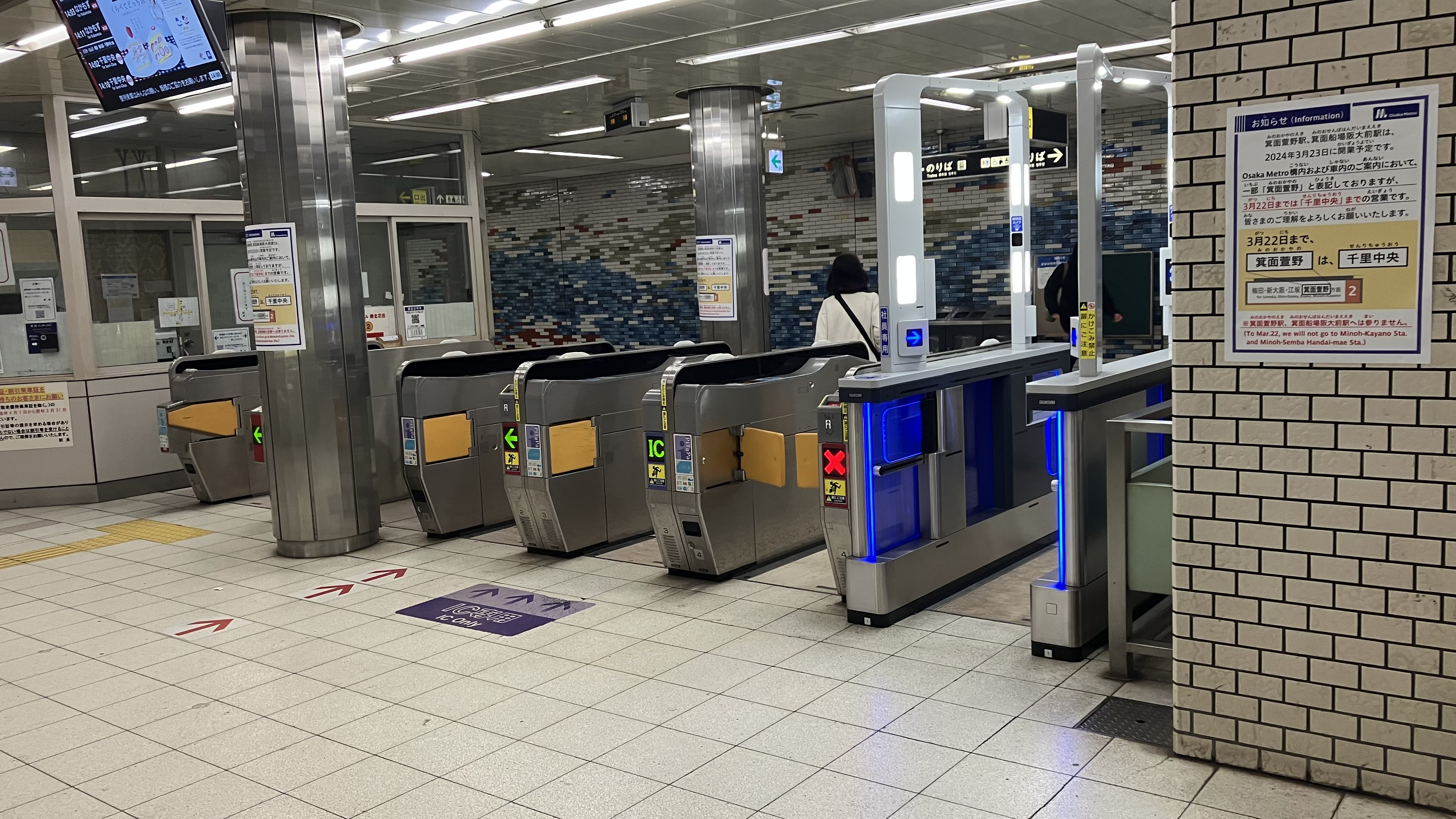
개찰구
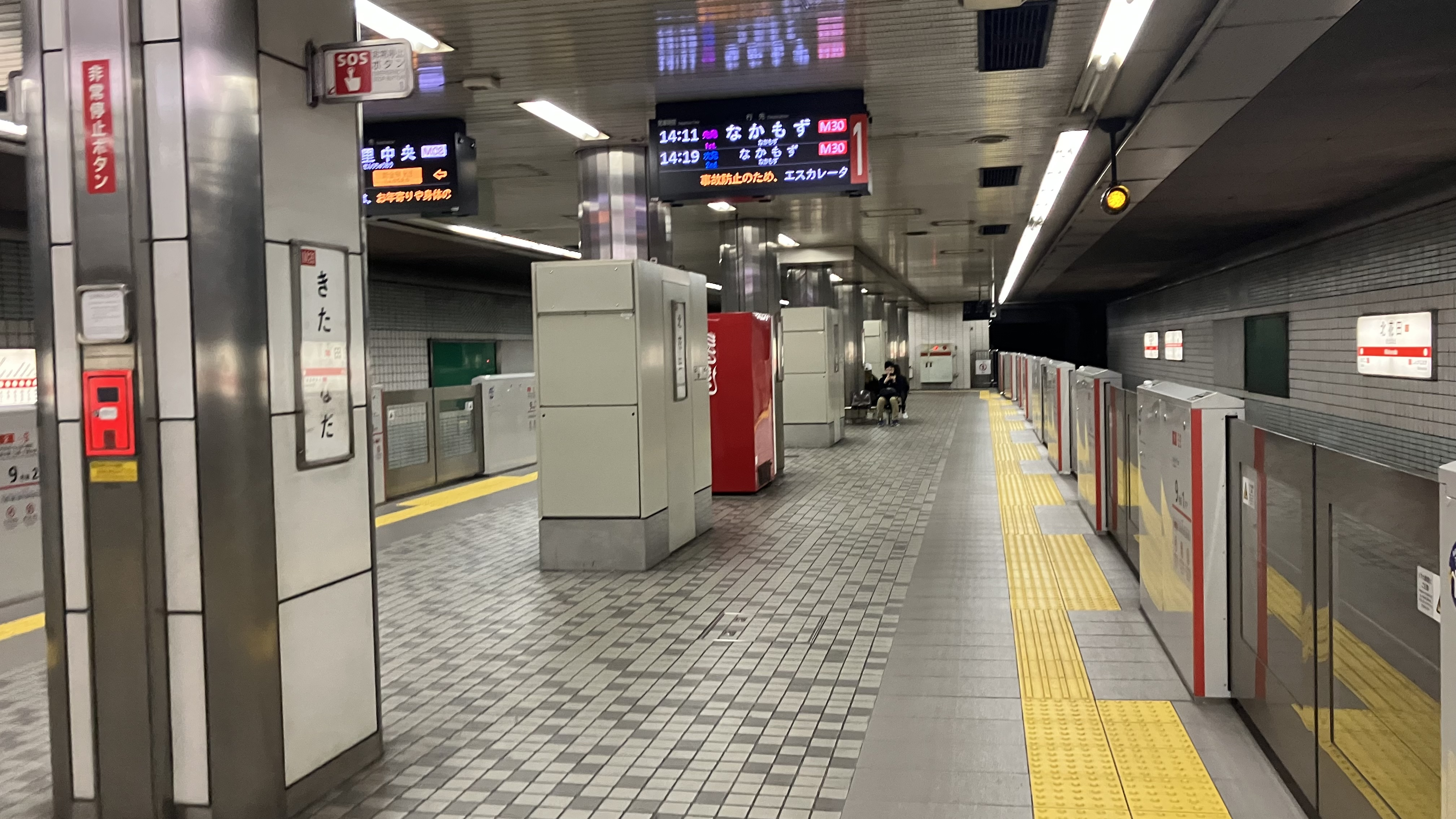
승강장

## 이용 상황
2022년 11월 15일의 1일 승강 인원은 22,900명(승차 인원: 11,451 명, 하차 인원: 11,449명)이다.

## 역 주변
- 이온몰 사카이기타하나다
- 사카이기타하나다 우체국
- 마사카제 병원